# 陶宗儀 (崇禎武進士)
陶宗儀（17世紀—17世紀），北直隸順天府昌平州密雲縣人，明朝軍事人物。

## 生平
陶宗儀在天啟年間曾參與運糧和浚河，到崇禎三年（1630年）中武舉人，四年（1631年）聯捷武進士，五年（1632年）獲授桃林口守備，七年（1634年）調平山衛遊擊，十年（1637年）陞宣府火器營參將，十三年（1640年）調萬全衛都指揮使，十四年（1641年）任遼東寧前衛副總兵。十六年（1643年）前屯衛城被清兵攻陷，他和弟弟陶宗顏、姪子熊某、家丁文明戰死，朝廷得知後追贈他為鎮國將軍，諡忠毅，兒子陶默廕襲百戶，清朝追諡節愍。
妻子閻氏是生員閻裕充之女，陶宗儀殉城後時年二十六，打算以死自誓，得到翁姑曉諭才打消念頭，照顧二人孝養備至，翁姑去世後喪葬盡禮，二子都能成長自立，閭氏到五十五歲才去世。

## 引用
1. 1 2  民國《密雲縣志·卷六之三·事畧》：陶宗儀，密雲人，明天啟時以舍戶饟，四年運糧、六年浚漕河，儀咸預焉；崇禎三年應冑，明年成進士，五年授桃林口守備，七年遷平山衛遊擊，十年遷宣府火器營參將，十三年調萬全衛都指揮使，十四年任遼東甯前衛副總兵。前屯衛城陷，同弟宗顏、姪熊、家丁文明皆死之，事聞賜祭，贈鎮國將軍，予諡忠毅，子默廕百戶，贈忠顏忠勇校尉，熊忠顯校尉。……閻氏，陶宗儀妻，生員裕充之女，明崇禎十七年宗儀既殉城死，閻年二十六以死自誓，翁姑曉諭萬端始從命，孝養備至，翁姑歿，喪葬盡禮，二子並獲成立，閭至五十五歲卒。
2. ↑  《欽定勝朝殉節諸臣錄·卷六》：通諡節愍諸臣上……遼東寧前衛副總兵陶宗儀，密雲人，崇禎十六年城陷，同弟宗顏，姪熊家皆死之。 見《畿輔通志》
3. ↑  四庫全書《畿輔通志·卷七十六·忠節 義烈附》：陶宗儀，密雲人，歷官遼東寧前衛副總兵，崇禎癸未城陷，同弟宗顏、姪熊、家丁文明皆死之，事聞賜祭，贈鎮國將軍，弟姪等俱贈校尉。